# Петтерссон, Маркус
Маркус Петтерссон (швед. Marcus Pettersson; род. 8 мая 1996, Шеллефтео, Вестерботтен) — шведский профессиональный хоккеист, защитник клуба Национальной хоккейной лиги «Ванкувер Кэнакс» (с 2025 года). Бронзовый призёр чемпионата мира 2024 года.

## Клубная карьера
Петтерссон дебютировал в Шведской хоккейной лиге (SHL) в сезоне 2013/2014 годов в составе ХК «Шеллефтео».
В 2014 году на драфте НХЛ был выбран командой «Анахайм Дакс» во втором раунде под 38-м номером. 13 июня 2015 года Петтерссон подписал трёхлетний контракт начального уровня с «Анахайм Дакс». Сезон 2017/2018 годов начал в составе «Сан-Диего Галлз» из Американской хоккейной лиги. 21 февраля 2018 года был вызван в «Анахайм», 4 марта забил свой первый гол в НХЛ в матче против «Чикаго Блэкхокс», который закончился со счётом 6:3.
В сезоне 2018/2019 годов Петтерссон был обменян «Анахайм Дакс» в «Питтсбург Пингвинз» в обмен на Даниэла Спронга. Забил свой первый гол за «Пингвинз» 7 февраля 2019 года в матче против «Флорида Пантерз». 12 сентября 2019 года Петтерссон переподписал контракт с «Пингвинз» на один год на сумму 874 125 долларов. 28 января 2020 года Петтерссон подписал с «Пингвинз» пятилетний контракт на 20,125 миллиона долларов. 9 марта 2023 года Петтерссон отдал результативную передачу, набрав 100-е очко в НХЛ.
31 января 2025 года Петтерссон был обменян в «Ванкувер Кэнакс». 5 февраля Петтерссон подписал с «Ванкувер Кэнакс» шестилетний контракт на 33 миллиона долларов.

## Карьера в сборной
В 2016 году выступал в составе юниорской сборной Швеции на чемпионате мира, где его команда заняла четвёртое место, а сам Маркус сыграл 7 игр и выполнил 4 результативные передачи.
В 2019 году был приглашён в основную сборную для участия в чемпионате мира, также сыграл на чемпионатах мира в 2022, 2024 и 2025 годах. В 2024 году стал бронзовым призёром чемпионата мира по хоккею.